# Hermanis Albats
Hermanis Albats (* 23. August 1879; † 9. Februar 1942) war ein lettischer Diplomat, Politiker, Wissenschaftler, Dichter und Rechtsanwalt. Er war unter anderem lettischer Außenminister, bis er nach der Besetzung Lettlands durch die Sowjetunion, im Rahmen der Aufteilung Europas durch den Molotov-Ribbentrop-Pakt, in die Sowjetunion deportiert wurde, wo er 1942 in einem Straflager starb.

## Leben

### Frühe Jahre, berufliche Anfänge und Studium
Hermanis Albats wurde im August 1879 auf dem Gut Veļķi in der heutigen Region Vecpiebalga geboren. Er absolvierte eine Lehrerausbildung in Valka, die er 1898 abschloss. Anschließend arbeitete er bis ins Jahr 1904 als Lehrer in Riga. Nebenher und darüber hinaus war er bis in das Jahr 1915 Mitarbeiter, Redakteur und Redaktionsmitglied mehrerer Zeitungen in und um Riga. Er war Referent der Wissenschaftlichen Kommission der Rigaschen Lettischen Gesellschaft (Rīgas Latviešu Biedrība).
Nach seiner Tätigkeit als Lehrer studierte Albats bis 1910 in Moskau an der juristischen Fakultät und war dort Mitglied der „Lettischen Studentenschaft“, der späteren lettischen Studentenverbindung Fraternitas Lettica. Von 1909 bis 1918 schrieb er auch für die Zeitung Russkija Wedomosti, eine sozialpolitische Zeitung, welche ein Gegenbild zu der sonst eher konservativ dominierten Nachrichtenszene in Moskau bildete. Von 1910 bis 1913 studierte er Rechtswissenschaften an den Universitäten von Paris und Heidelberg.

### Vom Ersten Weltkrieg bis zur Besetzung Lettlands durch die Sowjetunion
Von 1915 bis 1918 war Albats Bevollmächtigter der Allrussischen Verwaltung für Kriegsgefangene und Flüchtlinge. Während dieser Zeit veröffentlichte Albats weiterhin Zeitungsartikel zu politischen und rechtlichen Themen.
Nachdem er im Frühjahr 1919 nach Lettland zurückgekehrt war, arbeitete Albats im lettischen Außenministerium. Bereits im August 1919 wurde er zum Leiter der Konsularabteilung beförderte. Er war im November 1919, während des lettischen Unabhängigkeitskrieges, an den Verhandlungen mit der Interalliierten Baltikum-Kommission und den Kommandeuren der deutschen, noch in Lettland stehenden Einheiten beteiligt, bei denen es um den Abzug dieser Truppen aus dem Baltikum ging.
In den Folgejahren hielt Albats mehrere Ämter inne:
- Amtierender Direktor und Rechtsberater der Rechtsabteilung des Außenministeriums der Republik Lettland (1920–1923)
- Generalsekretär des Ministeriums für Auswärtige Angelegenheiten der Republik Lettland (1923–1933)
- Erster Botschafter der Republik Lettland beim Heiligen Stuhl (1925–1940)

Aufgrund dieser Ämter repräsentierte er die Republik Lettland bei mehreren Verhandlungen über Abkommen und Konventionen. Von 1921 an war Albats Dozent für Völker- und Wirtschaftsrecht an der Fakultät der Universität Lettlands, seit 1923 Senior-Assistenz-Professor für Völkerrecht.
Nach dem Tod von Zigfrīds Anna Meierovics im August 1925 wurden die Aufgaben des Außenministers quasi von Albats ausgeübt, wobei das Amt des Außenministers formal vom damaligen Premierminister übernommen wurde.
Dies ging mehrere Monate so weiter, bis schließlich Ende des Jahres 1925 eine neue Regierung unter Kārlis Ulmanis gebildet wurde. Im Zuge der Regierungsbildung wurde nun auch Albats formal im Amt des Außenministers bestätigt, welches er bis Mai 1926 ausübte. Sein Nachfolger wurde Kārlis Ulmanis.
Nach der Besetzung Lettlands durch die Sowjetunion wurde Albats als Professor an die Staatliche Universität Lettlands berufen. Diesen Posten bekleidete er von Juli 1940 bis Oktober 1940, als er dieser Position wieder enthoben wurde.
Albats wurde schließlich am 14. Juni 1941 durch die sowjetischen Besatzungsbehörden verhaftet und mit anderen lettischen Gefangenen ins Straflager in der Gegend von Wjatka verbracht.
Am 28. Oktober 1941 wurde Albats auf der Grundlage von Artikel 5813 des sowjetischen Strafgesetzbuches verurteilt, welcher sich mit konterrevolutionären Tätigkeiten und deren Bestrafung befasst. Die Anklagepunkte im Fall Albats beruhten auf seiner Mitgliedschaft in der lettischen Regierung und der Schließung internationaler Abkommen und Verträge. Albats wurde vom Gericht zu einer Freiheitsstrafe von zehn Jahren und einer Entrechtung von fünf Jahren verurteilt.

### Tod, Vermächtnis und Wirken
Hermanis Albats starb im Strafgefängnislager bei Wjatka am 9. Februar 1942, während er seine Freiheitsstrafe verbüßte. Er hinterließ drei Söhne, von denen einer (Bruno) nach Deutschland und später nach Amerika fliehen konnte. Die anderen beiden (Hubert und Paul) starben im Verlauf des Krieges in Līvbērze Parish und in Sibirien.
Für sein Wirken im Dienste Lettlands erhielt Albats mehrere Auszeichnungen. Dazu zählen der Orden der Drei-Sterne-Klasse II sowie die Verdienstorden von Belgien, Dänemark, Estland, Finnland, Frankreich, Italien, Jugoslawien, Litauen, Norwegen, Polen, Portugal, Schweden, Ungarn und dem Vatikan.

## Schriften
Albats hinterließ eine Sammlung von Werken, die heute noch benutzt werden, um Studenten des Völkerrechts in Lettland zu unterrichten.
- Hermanis Albats, Vorlesungen zum Internationalen Privatrecht, 1923, Riga, S. 47.
- Hermanis Albats, Vorlesungen zum Völkerrecht, 1929, Riga, S. 49.
- Hermanis Albats, Vorlesungen über Kirchenrecht, 1930, Riga.
- Hermanis Albats, Vorlesungen über das Völkerrecht, 1932, Riga.
- Hermanis Albats, Katholische Kirchenuniversität in Rom, Artikel erschienen in: Wissenschaftszeitung „Universitas“, 1934, Riga.
- Hermanis Albats, The Baltic States Convention on Mutual Recognition and Execution of Judgements, Artikel veröffentlicht in: Journal of the Ministry of Justice, Nr. 17. 1936, S. 204–209.
- Hermanis Albats, Highlights of the Development of Neutrality Law, Artikel veröffentlicht in: Journal of the Ministry of Justice, No.20. 1939, S. 1337–1433. und Nr. 21. 1940, S. 8–15.
- Hermanis Albats, International Law (Lectures) (in English - International Law), 1939, Riga, S. 91.
- Hermanis Albats, Vorlesungen zum Völkerrecht, 1940, Riga.
- Hermanis Albats, Vorlesungen zum Internationalen Privatrecht, 1940, Riga, S. 60.
- Hermanis Albats, Vorlesungen über Kirchenrecht, 1940, Riga.
- Hermanis Albats, Prize Courts, Artikel veröffentlicht in: Journal of the Ministry of Justice, No.4. 1940, 649–660.

Außerdem veröffentlichte Albats eine Sammlung der internationalen Abkommen, welche von der Republik Lettland unterzeichnet worden waren.
- Hermanis Albats (Herausgeber), Multilateral Conventions Joined by Latvia, 1930, Riga, Ministerium für auswärtige Angelegenheiten der Republik Lettland.
- Recueil des principaux traités conclus par la Lettonie avec les pays étrangers, 1918–1928 / Publié par le Ministère des Affaires Etrangêres sous la Direction de G. Albat, Riga, Ministère des Affairs étrangêres, 1928.g., 1.izdevums, 546. lpp.
- Grundsatzberichte über die Lettonie avec les pays étrangers, 1918–1930 / Publié par le Ministère des Affaires Etrangêres sous la Direction de G. Albat, 2-me éd. Fähre. et complété, Riga Ministère des Affairs étrangêres, 1930er Jahre, 2. Auflage, S. 736.
- Recueil des principaux traités conclus par la Lettonie avec les pays étrangers, 1930–1938 / Publié par le Ministère des Affaires Etrangêres sous la Direction de G. Albat, Riga, Ministère des Affairs étrangêres, 1938.g., 1.izdevums, 445. lpp.